# Arme Marie
Arme Marie ist ein deutsches Stummfilmmelodram aus dem Jahr 1915 mit Hanni Weisse in der Titelrolle.

## Handlung
Marie Weber arbeitet als kleine Verkäuferin in einem großen Berliner Warenhaus. Der Geschäftsführer stellt ihr schon seit geraumer Zeit nach, doch Marie ließ ihn bislang jedes Mal abblitzen. Das rächt sich eines Tages, als der Mann sie bei einem kleinen Diebstahl erwischt, und der Geschäftsführer daraufhin sofort zum Besitzer des Hauses geht, um sie anzuschwärzen. Der Warenhausbesitzer ist sehr traurig über diesen Vorfall, hat er doch in letzter Zeit bereits tiefe Zuneigung für seine Angestellte entwickelt. Auch wenn die Beweise für Maries Straftat offensichtlich sind, so will ihr Chef nicht glauben, dass Marie Weber ein schlechter Mensch ist und geht der Sache nach. Dabei stößt er auf das Elend, das in der Familie der armen Marie herrscht: Der Vater ist gelähmt, die Mutter schwer krank und die Geschwister hungern. Ihr Chef erkennt die Zwangslage, in der Marie gehandelt hat und verzeiht ihren Fehltritt. Der Firmeneigner geht sogar noch einen Schritt weiter: Aus Liebe zu Frl. Weber unterstützt er ab sofort ihre Familie finanziell und nimmt darüber hinaus seinem Geschäftsführer das Ehrenwort ab, niemandem auch nur ein Sterbenswörtchen von diesem Vorfall zu berichten.
Dieses Arrangement und die Tatsache, dass sich Marie Weber seinen Avancen stets widersetzt hat, lässt dem Geschäftsführer schließlich eines Tages die Hutschnur platzen, und er schleudert ihr coram publico das Wort „Diebin“ ins Gesicht. Der Warenhauschef feuert ihn daraufhin und nimmt wenig später Marie zu seiner Frau. Währenddessen verkommt der Entlassene mehr und mehr und gibt an allem Marie die Schuld. Er versucht sie mit seinem Wissen zu erpressen und droht, ihren Diebstahl publik zu machen, wenn sie nicht an ihm eine bestimmte Summe zahle. Daraufhin sieht Marie, um den guten Ruf ihres Mannes besorgt, nur noch eine Chance: Sie muss in die Ladenkasse greifen. Ehe es aber dazu kommen kann, erscheint ihr erneut verständnisvolle Göttergatte und wirft den Charakterlump kurzerhand aus dem Haus.

## Produktionsnotizen
Arme Marie – mehrere Quellen nennen den Film auch Arme Maria –, versehen mit dem Untertitel „Eine Warenhausgeschichte“, entstand im Union-Atelier in Berlin-Tempelhof. Der Film passierte die Filmzensur im April 1915 und wurde am 7. Mai 1915 in Berlins Passagetheater uraufgeführt. Der Vierakter hatte eine Länge von etwa 1400 Metern.

## Kritik
„Hanni Weisse in der Rolle der armen Marie zeigt hier ihr ganz kolossales dramatisches Können und vollbringt eine Leistung, wie sie wohl selten im Filmbilde erreicht wird. (…) Erwähnen wollen wir nur noch, daß in einer Episodenrolle auch der unvergleichliche Darsteller von Handlungs-Kommis Ernst Lubitsch ein Kabinettstück an humoristischer Filmdarstellung bietet.“